# Sue Gibson (chimiste)
Susan Elizabeth Gibson, née Thomas le 11 mars 1960, est une chercheuse chimiste britannique, professeur, titulaire de la chaire de chimie et directrice de la Graduate School de l'Imperial College de Londres. Elle est experte en synthèse chimique et catalyse. 

## Éducation
Susan Elizabeth Thomas naît le 11 mars 1960 dans le Lancashire. Elle commence ses études à l'école secondaire Darwen Vale, puis suit le tripos en sciences naturelles au Sidney Sussex College de l'université de Cambridge. Elle obtient en 1984 son doctorat en chimie, pour des recherches dirigées par Stephen G. Davies, au New College de l'université d'Oxford.  

## Carrière et recherches
Après son doctorat, Gibson passe un an à l'ETH de Zurich en tant que chercheuse post-doctoral. Ses premières recherches se concentrent sur l'utilisation de la chimie des métaux de transition et de ses applications en synthèse organique.  
Gibson commence sa carrière de chercheur à l'université de Warwick en 1985 et puis travaille à l'Imperial College de Londres dès 1990. Entre 1998 et 2003, elle occupe la chaire Daniell de chimie au King's College de Londres, avant de retourner à l'Imperial College où elle devient titulaire de la chaire de chimie et directrice de la Graduate School en novembre 2013. Elle est présidente de la division biologique de la Royal Society of Chemistry entre 2007 et 2010 et préside le comité des prix de l'organisation de 2011 à 2014. 
Le Gibson Group travaille dans des domaines tels que la carbonylation, la résolution enzymatique, la conception des ligands, la synthèse des acides aminés et des peptides, la chimie médicinale, la synthèse du macrocycle, l'induction asymétrique, la construction de dendrimères, la technologie des linkers et la catalyse à multi-composants. 

### Publications
Sue Gibson est l'autrice principale de plus de 160 publications, dont un manuel qui a été traduit en français et en allemand ,.   
- Synthesis of (+)- and (-)-Gossonorol and Cyclisation to Boivinianin B[5]
- Synthesis of enantioenriched secondary and tertiary alcohols via tricarbonylchromium(0) complexes of benzyl allyl ethers[6]
- Cyclisation of bisphosphonate substituted enynes[7]
- Substitution of a benzylic hydrogen by nucleophiles on a chromium tricarbonyl complex of a benzyl ether[8].

### Prix et distinctions
- 1990, médaille Meldola décernée par la Royal Society of Chemistry (RSC)[9].
- 1993, prix Zeneca pour la chimie organique d'AstraZeneca[10].

- 1997, bourse Hickinbottom de la Royal Society of Chemistry[11].
- 1999, Novartis Chemistry Lectureship[12].
- 2003, lauréate inaugurale du prix Rosalind-Franklin. Elle a utilisé le prix pour financer une série de conférences au Royaume-Uni données par des femmes chimistes[13].
- 2013, membre de l'ordre de l'Empire britannique (OBE) pour ses services rendus à l'enseignement de la chimie et des sciences[14].